# Корисні копалини Колумбії
Корисні копалини Колумбії

## Загальна характеристика
Надра Колумбії багаті на різні види мінеральної сировини. Тут відомі родов. нафти і газу,  вугілля, руд чорних, кольорових і благородних металів, фосфоритів, дорогоцінних каменів та ін. (табл. 1).
Таблиця 1. – Основні корисні копалини Колумбії станом на 1998-1999 рр.
| Корисні копалини               | Запаси       | Запаси   | Вміст корисного компоненту в рудах, % | Частка у світі, % |
| Корисні копалини               | Підтверджені | Загальні | Вміст корисного компоненту в рудах, % | Частка у світі, % |
| Метали платинової групи, т     | 29           |          | 1,3 г/т                               |                   |
| Алмази ювелірні, млн кар.      |              | 0,2      |                                       |                   |
| Боксити, млн т                 | 380          | 775      | 40 (Al2O3)                            | 1,4               |
| Барит, тис. т                  | 300          | 500      | 90 (BaSO4)                            | 0,1               |
| Залізні руди, млн т            | 142          | 550      | 48 (Fe)                               | 0,1               |
| Золото, т                      | 55           | 155      | 0,25 - 7,5 г/т                        | 0,1               |
| Кобальт, тис. т                | 20           | 35       | 0,05 (Со)                             | 0,4               |
| Марганцеві руди, млн т         | 2            | 2        | 40 (Mn)                               | 0,1               |
| Мідь, тис. т                   | 2800         | 4000     | 0,55 (Cu)                             | 0,4               |
| Молібден, тис. т               | 277          | 303      | 0,041                                 | 3,1               |
| Нафта, млн т                   | 356          |          |                                       | 0,3               |
| Нікель, тис. т                 | 995          | 1150     | 2,33 (Ni)                             | 2                 |
| Плавиковий шпат, млн т         | 0,1          | 0,15     | 50 (CaF2)                             | 0,1               |
| Природний горючий газ, млрд м³ | 226          |          |                                       | 0,2               |
| Свинець, тис. т                | 120          | 300      |                                       | 0,1               |
| Срібло, т                      | 200          | 600      | 30 г/т                                |                   |
| Вугілля, млн т                 | 6501         | 21900    |                                       |                   |
| Фосфорити, млн т               | 94           | 162      | 24 (Р2О5)                             | 1,85              |
| Цинк, тис. т                   | 210          | 300      | 1,5 (Zn)                              |                   |

## Окремі види корисних копалин
Нафта і газ. На тер. К. виділяється 10 нафтогазоносних бас., приурочених до міжгірських западин Анд, западин Передандського крайового прогину і прогинів в зонах зчленування континенту з Тихим ок. і Карибським м. Загальна площа басейнів 434 тис. км², з них 51 тис. км² припадає на акваторіальні райони. Найбільш вивчений бас. Верх. і Сер. Магдалени, де зосереджено бл. 35% розвіданих запасів нафти і 14% запасів газу. Нафти цього бас. мають густину 824-932 кг/м³ і високу сірчистість – до 1,11%. Близько 60% запасів нафти встановлено в нафт. районі Барінас-Апуре (густина 830-975 кг/м³). Нафтогазоносні також відклади крейди і кайнозою. Найпродуктивніші пісковики еоцену і олігоцену. Поклади в осн. приурочені до порушених антикліналей, рідше до рифогенних масивів і зон виклинювання. Глиб. залягання продуктивних горизонтів від 700 до 5840 м. У країні відкрито понад 150 нафтових і 20 газових та газоконденсатних родовищ.
У 2002 р. в Колумбії відкриті два великі промислові поклади нафти. Перший – на родовищі Гуандо, що розробляється бразильською компанією Petrobras, другий – у комплексі родовищ Кусьяна-Купьяга.
На початку 2003 р. підтверджені нафтові запаси Колумбії національна компанія Ecopetrol оцінила в 1.85 млрд бар., тобто 253 млн т.
Вугілля. За запасами вугілля К. займає провідне місце в Лат. Америці. Прогнозні ресурси вугілля оцінюються в 21 млрд т (за інш. даними – до 40 млрд т). У країні відомо понад 30 вугільних бас., вугленосних зон і родовищ. Основна промислова вугленосність приурочена до пізньокрейдових неогенових відкладів Сх. і Центр. Кордильєр, п-ова Гуахіра. Глиб. залягання продуктивних горизонтів 10-900 м. Вугілля коксівне та енергетичне, вміст вологи в них 0,8-10%,  зольність 1,8-45%,  сірчистість 0,4-6%,  вихід летких речовин 5,7-48%, теплота згоряння 16,8-34,4 МДж/кг. Основні запаси вугілля зосереджені на родов. Серрехон (2 млрд т) і в зонах Субачоке – Прадера (800 млн т), Ріо-Фріо (600 млн т), Хагуа-де-Іберіко (480 млн т). Прогнозні ресурси зон Чикамоча  Херіко і Бальса -Суеська-Чоконта до 2 млрд т в кожній.
Уран. В К. відомо дек. виявів і понад 300 уранових аномалій. Прогнозні запаси уранової сировини оцінюються в 40 тис. т (U3O8).
Залізо. Б.ч. запасів залізняку (93%) пов'язана з міоценовими піщано-глинистими відкладами східного схилу Сх. Кордильєри (родов. Пас-дель-Ріо, Пачо, Убала, Сабаналарга). Це пластові осадові родов. оолітових ґетит-сидеритових руд. Вміст Fe 35-55%. Загальні запаси родовища Пас-дель-Ріо, розташованого за 200 км на північний схід від м. Богота, становлять 328 млн т руди.
Алюмінієві руди виявлені у верхів'ях р. Каука – родов. бокситів Моралес-Кохібо (Аль-та-Каука), запаси якого оцінюються в 400 млн т руди, що містить 38% Al2O3. За підтвердженими запасами бокситів К. займає 5-е місце в Америці (1999). Ця сировинна база цілком достатня для розвитку виробництва алюмінію.
Мідь. Прогнозні ресурси мідних руд оцінюються в 6 млн т запасів пов'язані з відкритими в 1970-х рр. в Центр. і Зах. Кордильєрах мідно-порфіровими родов. Пантанос-Пегадорсіто і Мокоа. Підтверджені запаси – 2,8 млн т, загальні – 4 млн т при вмісті Cu в руді 0,55%. Розвідані запаси Мокоа 260 млн т мідної руди з сер. вмістом міді 0,4%, молібдену 0,06% (запаси молібдену 160 тис. т). Заздалегідь оцінені запаси Пантанос-Пегадорсіто становлять 625 млн т з сер. вмістом міді 0,7%. Виявлено також багато рудопроявів цього типу. Невеликі гідротермальні і скарнові родов. з багатими рудами (вміст міді 1,2-7,0%) – Роблес і Міна-Вьєха-Паянде. Родов. руд міді і нікелю містять, крім того, і кобальт.
Нікель. Родов. нікелевих руд в латеритних корах вивітрювання Серро-Матосо, Уре і Планета-Рика розвідані у північній частині Центр. Кордильєри. Бл. 75% загальних запасів нікелю в країні (26,5 млн руди з сер. вмістом металу 2,7%) припадає на родов. Серро-Матосо.
Ртуть і стибій. У Центр. Кордильєрі є дек. дрібних родов. руд ртуті і стибію (Нуева-Есперанса, Кіндіо, Пахарітос і інш.).
Золото. В К. відоме велике число корінних і розсипних родов. золота. Провідними за обсягом запасів є пліоцен-четвертинні алювіальні розсипні родов. в бас. pp. Каука, Сулія, Магдалена, Какета, Сан-Хуан, Атрато і інш., на частку яких припадає 95% всього видобутку. Найбільшими є розсипні родовища – Ріо-Нечі, Віборіта, Аспасу. Корінні родов. золото-сульфідного і золото-кварцового типів приурочені до кристалічних сланців докембрію (родов. Сеговія, Мармато, Ярумаль (Берлін) в Центр. Кордильєрі; Каліфорнія-Ветас у Сх. Кордильєрі).
У 2007 р. на території країни знайдено нове родовище золота, яке, за оцінками фахівців, може увійти до 10-и найбільших у світі.
Платиноїди. Прогнозні ресурси МГП Колумбії незначні і складають до 300 т(~ 0,6% світових). У бас. pp. Сан-Хуан і Атрато відомі розсипу платини і золота. Корінними джерелами платинових розсипів є числ. дрібні масиви ультраосновних порід, що містять дрібну вкрапленість самородної платини, нікелю, хрому і сульфідів. Найзначнішими є родов. платини (Андагода, Кібдо, Кондото-Іро, Опогодо, Тамана) розташовані на притоках pp. Сан-Хуан і Атрато. Тут же є велике число дрібних розсипів. Невеликі платинові розсипи розташовані на півдні країни, на р. Телембі (родов. Барбакоас) і р. Патія.
Сірка. Родов. самородної сірки зосереджені в смузі молодих вулканів на півдні країни, в Центр. Кордильєрі. Родов. Пурасе-Папаян має значні запаси.
Фосфорити. Фосфоритові родов. приурочені до смуги кременисто-теригенно-карбонатних відкладів верх. крейди в Сх. Кордильєрі (від м. Нейва до м. Кукута). Детально розвідані родов. Сардината, Асуфрада, Каскахера, Ла-Хуаніта. Фосфоритоносний горизонт має потужність до 25 м і включає до 6 пластів фосфоритів потужністю 0,5-4 м. Вміст Р2О5 20-28%.
Дорогоцінні та напівдорогоцінні камені. К. багата дорогоцінними і напівдорогоцінними каменями: смарагдами (деп. Бояка), сапфірами (Каука), нефритами і жадеїтами (Магдалена), яшмою, бірюзою і оніксом (Кундинамарка), топазами (Какета), аметистами (Толіма) і інш. У 1558 в Сх. Кордильєрі, за 120 км від м. Богота були відкриті родов. смарагдів, які є найбільшими родов. у світі (Мусо, Чівор, Коскес і Пенья-Бланка). Смарагди в асоціації з кварцом, кальцитом і піритом зустрічаються в низькотемпературних жилах, січних до вапняків крейди.
Родовища смарагдів у Колумбії згруповані у вигляді широкої смуги, що перетинає хребти Східної Кордильєри у північно-західному напрямку. Найбагатшими районами виступають ділянки Музо в центрі смуги та Чівор – на її крайньому півдні. Смарагди знаходяться тут у вельми специфічних термальних альбітових або кальцитових жилах, розміщених у чорних вуглистих сланцях чи вапняках.
Барит. У районах Сантандер і Уіла є жильні родов. бариту (родов. Чирігуана і інші).
Азбест. Відомі одне родовище азбесту Лас-Брісас з розвіданими запасами в 400 тис. т і декілька виявів поблизу нього (Сабаналарга, Ла-Соліта).
Будівельні матеріали. У країні є родов. тальку, цем. сировина (Ель-Наре), каоліну (Ла-Уньйон), кварцу, кварцових пісків і інш. нерудних будує, матеріалів.